# ГСК Городея
«ГСК Городе́я» (бел. «ГСК Гарадзея») — белорусский футбольный клуб из городского посёлка Городея, основанный в 2004 году. 14 января 2011 года клуб получил свидетельство о государственной регистрации и стал профессиональным футбольным клубом. Команда заявилась во вторую лигу чемпионата Беларуси в 2008 году и с третьей попытки победила в турнире (сезон 2010). Дебютный сезон в первой лиге стал удачным для клуба. Итоговое третье место в турнирной таблице второго дивизиона стало новым клубным рекордом. Цвета клуба — бело-зелёные.
В 2021 году команда прекратила существование из-за проблем с финансированием, что было связано с изменениями в структуре руководства сахарного завода — основного спонсора клуба.
В 2025 году футбольный клуб был воссоздан под новым юридическим лицом, также сменив название на «ГСК Городея».

## Названия клуба
- «Сахкомбинат» (2004—2005)
- «Городея» (2006—2021)
- «ГСК Городея» (2025—н. в.)

## История
Кубок Беларуси 2010/11 — команда стартовала с 1/32 финала гостевым матчем против минской команды «Звезда-БГУ» из второй лиги. «Городейцы» со счётом 3:0 обыграли противника и вышли в 1/16 финала, где дома обыграли команду из первой лиги «Гранит» Микашевичи 3:0. В 1/8 «Городея» уступила в гостях клубу высшей лиги «Нафтану» 2:4.
Чемпионат Беларуси 2010 — во второй лиге в 2010 году принимали участие 18 команд. По итогам первого круга команда уверенно заняла первое место, оторвавшись от ближайших преследователей на 7 очков. Второй круг «горожане» прошли не так уверенно и позволили приблизиться преследователям на расстояние в три очка, но сохранили первую строку.
Кубок Беларуси 2011/12 — 15 июня в 1/32 финала «горожане» на выезде обыграли представителя второй лиги слонимский «Коммунальник» 3:0. В 1/16 уступили БАТЭ 0:7.
Чемпионат Беларуси 2011 — в первой лиге «Городея» стартовала с домашней победы над ФК «Сморгонь». После 7 туров у команды было 10 очков и 7-е место. В оставшихся восьми встречах первого круга клуб лишь однажды на выезде потерял очки, сыграв в Мозыре вничью. Это позволило команде перед уходом на перерыв забраться на чистое второе место. После перерыва команда вновь медленно набирала обороты и к 23 туру вышла на график первого круга, с опережением в одно очко (в активе клуба было 46 очков). Столько же было у минского СКВИЧа. Следующие пять туров: три ничьи и два поражения. За тур до финиша команда расположилась на 4-м месте. Для завоевания бронзовых наград, в последнем матче обязательно нужно было побеждать аутсайдера турнира «Барановичи» и ждать потери очков от минского СКВИЧа. «Барановичи» в ничего не значащем для них матче дали бой, но Гол Дмитрия Харитончика на 3-й добавленной минуте матча принес «Городее» третье место.
Кубок Беларуси 2012/13 — в 1/16 финала в гостях был обыгран светлогорский «Химик» 2:0.
Чемпионат Беларуси 2012 — после проигрыша в стартовом туре чемпионата, команда выдала беспроигрышную серию из 11 матчей, что позволило клубу долгое время идти на первом месте в турнирной таблице первенства. Однако концовка круга была провалена — в четырёх матчах команда набрала лишь 3 очка. Ещё за тур до окончания круга «сахарники» шли на первом месте, но удержаться на вершине таблицы не смогли и ушли на перерыв, занимая третью позицию.
В сезоне 2015 «Городея» впервые в истории вышла в Высшую лигу Чемпионата Беларуси.
По окончании сезона 2015 было объявлено о реконструкции стадиона в Городее.
В 2016 сообщалось, что бюджет клуба составит 820 тысяч долларов.
В 2016 было объявлено, что игроки «Городеи» будут играть в футболках с фамилиями на белорусском языке.
В 2017 директор клуба Александр Марченко сообщил, что бюджет клуба в сезоне-2017 составит 1 миллион долларов.
В 2018 году техническим спонсором «Городеи» стал Macron.
Летом 2020 директор клуба Александр Марченко сообщал, что команда может сняться со второго круга Чемпионата Беларуси.
25 ноября 2024 с поста главного тренера ушёл Олег Радушко.
31 декабря 2020 было принято решение решение о ликвидации «Городеи».
14 марта 2025 года состоялась отчетная конференция Ассоциации Белорусская федерация футбола, на которой было принято решение о вхождении «Городеи» в число членов БФФ. Делегаты конференции проголосовали единогласно. Возрожденный клуб получил право принять участие в чемпионате второй лиги 2025 года.

## Достижения
- Высшее достижение в чемпионате Беларуси — 7 место в Высшей лиге (2019).
- Победитель Второй лиги (2010).
- Высшее достижение в Кубке Беларуси — 1/8 финала (2010).

Футзал
- Серебряный призёр чемпионата Беларуси по футзалу (2007—2008).
- Обладатель Кубка Беларуси по футзалу (2007—2008).

## Главные тренеры
В список включены главные тренеры команды в чемпионатах Минской области и Беларуси.
- Георгий Бородулин (2004—2006)
- Андрей Миколаевич (2006 — январь 2012)
- Олег Кузьменок (2012)
- Андрей Кипра[14] (2013—2014)
- Сергей Яромко (2014—2019)
- Олег Радушко (2019—2020)